# Bocaneo
Bocaneo är en ort i Mexiko.   Den ligger i kommunen Zinapécuaro och delstaten Michoacán de Ocampo, i den södra delen av landet, 180 km väster om huvudstaden Mexico City. Bocaneo ligger 1 879 meter över havet och antalet invånare är 2 082.
Terrängen runt Bocaneo är huvudsakligen kuperad, men västerut är den platt. Runt Bocaneo är det ganska tätbefolkat, med 90 invånare per kvadratkilometer. Närmaste större samhälle är Zinapécuaro, 2,7 km norr om Bocaneo. I omgivningarna runt Bocaneo växer i huvudsak blandskog.